# Milíře (Rozvadov)
Milíře jsou malá vesnice, část obce Rozvadov v okrese Tachov v Plzeňském kraji. Nachází se asi 5,5 kilometru východně od Rozvadova. Milíře leží v katastrálním území Svatá Kateřina u Rozvadova o výměře 11,65 km².

## Historie
První písemná zmínka o vesnici pochází z roku 1821.

## Obyvatelstvo
| Rok            | 1869 | 1880 | 1890 | 1900 | 1910 | 1921 | 1930 | 1950 | 1961 | 1970 | 1980 | 1991 | 2001 | 2011 | 2021 |
| -------------- | ---- | ---- | ---- | ---- | ---- | ---- | ---- | ---- | ---- | ---- | ---- | ---- | ---- | ---- | ---- |
| Počet obyvatel | 173  | 173  | 196  | 178  | 188  | 182  | 174  | 83   | 78   | 47   | 27   | 15   | 8    | 6    | 13   |
| Počet domů     | 17   | 21   | 22   | 27   | 28   | 29   | 39   | 36   | 36   | 14   | 11   | 12   | 12   | 13   | 12   |

## Obecní správa
Při sčítání lidu v letech 1850–1959 Milíře byly osadou obce Svatá Kateřina v okrese Tachov. Od roku 1960 jsou částí obce Rozvadov v okrese Tachov.

## Pamětihodnosti a zajímavosti
- rozhledna na svahu kopce Tomáška